# 黑斑牙鮃
黑斑牙鮃為輻鰭魚綱鰈形目鰈亞目牙鮃科的其中一種，為亞熱帶海水魚，分布於西南大西洋巴西至阿根廷海域，棲息深度50-190公尺，體長可達32公分，棲息在沙石底質底層水域，以魚類及頭足類為食，其生活習性不明。

## 扩展阅读
維基物種上的相關：黑斑牙鮃